# Carl Hansen Ostenfeld

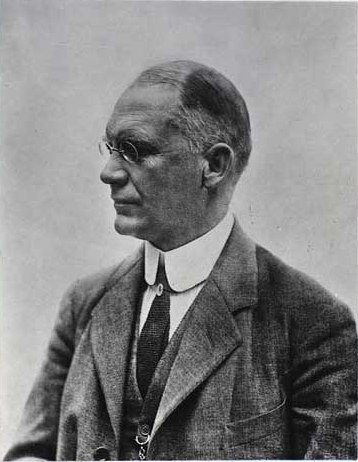
Carl Hansen Ostenfeld

Carl Emil Hansen Ostenfeld (* 3. August 1873 in Randers; † 16. Januar 1931 in Kopenhagen) war ein dänischer Botaniker. Sein offizielles botanisches Autorenkürzel lautet „Ostenf.“

## Leben
Ostenfeld studierte Botanik an der Universität Kopenhagen bei Eugen Warming mit dem Magister-Abschluss 1897. Ab 1900 war er Inspektor am Botanischen Museum in Kopenhagen. 1906 wurde er promoviert und 1918 wurde er Professor für Botanik an der Veterinär- und Landwirtschaftshochschule in Kopenhagen. 1931 wurde er der Nachfolger von Christen Raunkiær als Professor für Botanik an der Universität Kopenhagen und Direktor des Botanischen Gartens.
Er erforschte die Flora von Dänemark, Island, den Faröern, Grönland (einschließlich marinem Plankton) und West-Australien (wohin er 1914 reiste). Er war mehrfach auf Expedition in Grönland, so noch als Student 1895 und 1896 (Ingolf-Expedition).
Er war im Rat der Carlsberg-Stiftung (ab 1921) und Ritter des Dannebrogordens. Er war Mitglied der Königlich Dänischen Akademie der Wissenschaften. 1917 erhielt er den Prix Desmazières der Académie des sciences. 1928 wurde er in die American Academy of Arts and Sciences gewählt.

## Ehrungen
Nach ihm ist die Pflanzengattung Feldstonia P.S.Short aus der Familie der Korbblütler (Asteraceae) und die Pilzgattung Ostenfeldiella Ferd. & Winge benannt.

## Schriften
- mit Otto Gelert: Flora Arctica, Band 1, Kopenhagen 1902
- The flora of Greenland and its origin. Biologiske Meddelelser, Kongelige Danske Videnskabernes Selskab, 6, 1926, S. 1–71
- mit Johannes Grøntved: The Flora of Iceland and the Færoes, Copenhagen, 1934